# Дом Карла Ларссона
Дом Карла Ларссона (швед. Carl Larsson-gården), ранее известный как Лилла Хюттнес (швед. Lilla Hyttnäs), располагается в населённом пункте Сундборн, недалеко от города Фалун (провинция Даларна). С 1889 по 1912 год в нём жили художники Карл Улоф Ларссон и его жена Карин. С 1946 года дом находится под управлением Семейной ассоциации Карла и Карин Ларссонов как историческое здание и музей.

## История
В 1888 году Карл и Карин Ларссоны получили от отца Карин, Адольфа Берге, усадьбу Лилла Хюттнес, построенную в 1837 году. Начиная с 1889 года они начали проводить лето в этом доме, а в 1901 году семья Ларссонов перебралась в Сундборн на постоянное место жительства. Ларссоны начали украшать своё жилище, и вскоре простой прежде дом превратился в один из самых известных домов Швеции. Ларссоны создали свой собственный стиль, на который оказали влияние национальный романтический стиль и разработки в дизайне интерьера британского художника Уильяма Морриса, а также представителей движения «Искусства и ремёсла». В создаваемых Ларссонами интерьерах преобладала простая мебель и яркие краски, что являлось отходом от господстовавших тогда буржуазных идеалов с тяжёлой тёмной мебелью.
В этом доме Карин Ларссон сумела реализовать свой талант, проектируя мебель и создавая ткани и гобелены, которые можно было обнаружить во всех его уголках. С одной стороны её подход к дизайну был революционным, а с другой он был полон заимствований из уже общепризнанных стилей: «По своему характеру они были премодернистскими и привнесли новый абстрактный стиль в гобелены. Её смелые композиции были выполнены в ярких цветах… она переосмыслила японские мотивы… [и] исследовала народные техники».
В нескольких книгах Карл Ларссон описал и создал изображения своего дома и семейной жизни в Сундборне. Эти издания носят названия «Дом» (1899), «Ларссоны» (1902) и «Дом под солнцем» (1910). Популярность этих книг способствовал тому, что Лилла Хюттнес оказала сильное влияние на развитие шведского дизайна интерьера.
Дом шахтёра, перенесённый из Аспебоды в Фалун в 1912 году, стал последней пристройкой к дому. В интерьере дома сохранились уникальные потолочные и настенные росписи 1742 года, которые Карл Ларссон хотел спасти от уничтожения.
Карл и Карин Ларссоны умерли в 1919 и 1928 годах соответственно. Впоследствии, в 1946 году, их дети пожертвовали своё наследство Семейной ассоциации Карла и Карин Ларссонов, в управлении которой с тех пор и находится дом Карла Ларссона. В 1966 году здание было внесено в список памятников архитектуры. В 2014 году саду, окружающему дому, был возвращён вид, который он имел во времена Карла и Карин Ларссонов.
Рядом с домом художников находится выставочный зал, а также архив и библиотека с книгами, фотографиями и документами.